# Zidani Most, Trebnje
Zidani Most este o localitate din comuna Trebnje, Slovenia, cu o populație de 54 de locuitori.